# Академический Большой хор «Мастера хорового пения»
Академический большой хор «Мастера хорового пения» – государственный хоровой коллектив при ФГБУ «Российский государственный музыкальный телерадиоцентр».

## История
Хор основан в 1928 году как Вокальный ансамбль Всесоюзного Радиокомитета. Основателем и первым художественным руководителем стал А. В. Свешников. Хор неоднократно переименовывался, среди названий: Хор Всесоюзного радиокомитета (Хор ВРК), Большой хор Всесоюзного радио (Большой хор ВР), академический Большой хор Центрального телевидения и Всесоюзного радио (Большой хор ЦТ и ВР) и др. С 2005 года – академический большой хор «Мастера хорового пения», художественный руководитель – Л. З. Конторович.
За 90 лет существования хора исполнены тысячи отечественных и зарубежных произведений, среди которых: оперы, кантаты, оратории, народные песни и духовная музыка. Некоторые записи коллектива, вошли в золотой фонд отечественной музыки, а так же получили признание за рубежом. Коллектив получил гран-при на международном конкурсе грамзаписей в Париже и золотую медаль в международном конкурсе в Валенсии. Многие произведения композиторов: Шостаковича, Прокофьева, Хачатуряна, Щедрина, Агафонникова, Тактакишвили,  прозвучали впервые в исполнении именно этого хора.
Совместно с хором, выступали такие певцы как: И.К.Архипова, Н.Г.Гедда, Е.В.Образцова, Д.А.Хворостовский, А.Ю.Нетребко, В.В. Ладюк, З.Л. Соткилава,
М.А.Гулегина, Д.М.Корчак, Р. Аланья, Е.Е. Нестеренко... С коллективом работали такие музыканты как: Е.Ф.Светланов, Г.Н.Рождественский, С.Т.Рихтер, Т.Курентзис, Э.Мориконе, М.Л.Ростропович, В.И.Федосеев, А.Дзедда, В.М.Юровский, В.Т.Спиваков, К.Эшенбах...
Коллектив выступал на значимых отечественных площадках, а также на сценах Франции, Германии, Италии, Японии, Южной Кореи, Болгарии, Чехословакии, Индонезии и Катара.
В 2008 году хору «Мастера хорового пения» Постановлением правительства РФ «О дополнительной государственной поддержке ведущим академическим музыкальным театрам, хоровым и камерным музыкальным коллективам», выделен грант Правительства РФ.
В 2008 и 2012 годах, Академический Большой хор под руководством Л.З. Конторовича принимал участие в церемониях инаугураций Президентов Российской Федерации В.В.Путина и Д.А.Медведева.
Хор является постоянным участником Московского Рождественского фестиваля духовной музыки, художественным руководителем которого, является митрополит Иларион и  В.Т.Спиваков.

## Художественные руководители хора
- 1928–1936 Александр Васильевич Свешников
- 1936–1952 Иван Михайлович Кувыкин
- 1952–1983 Клавдий Борисович Птица
- 1983–2005 Людмила Владимировна Ермакова
- 2005– Лев Зиновьевич Конторович